# Sulfolípido

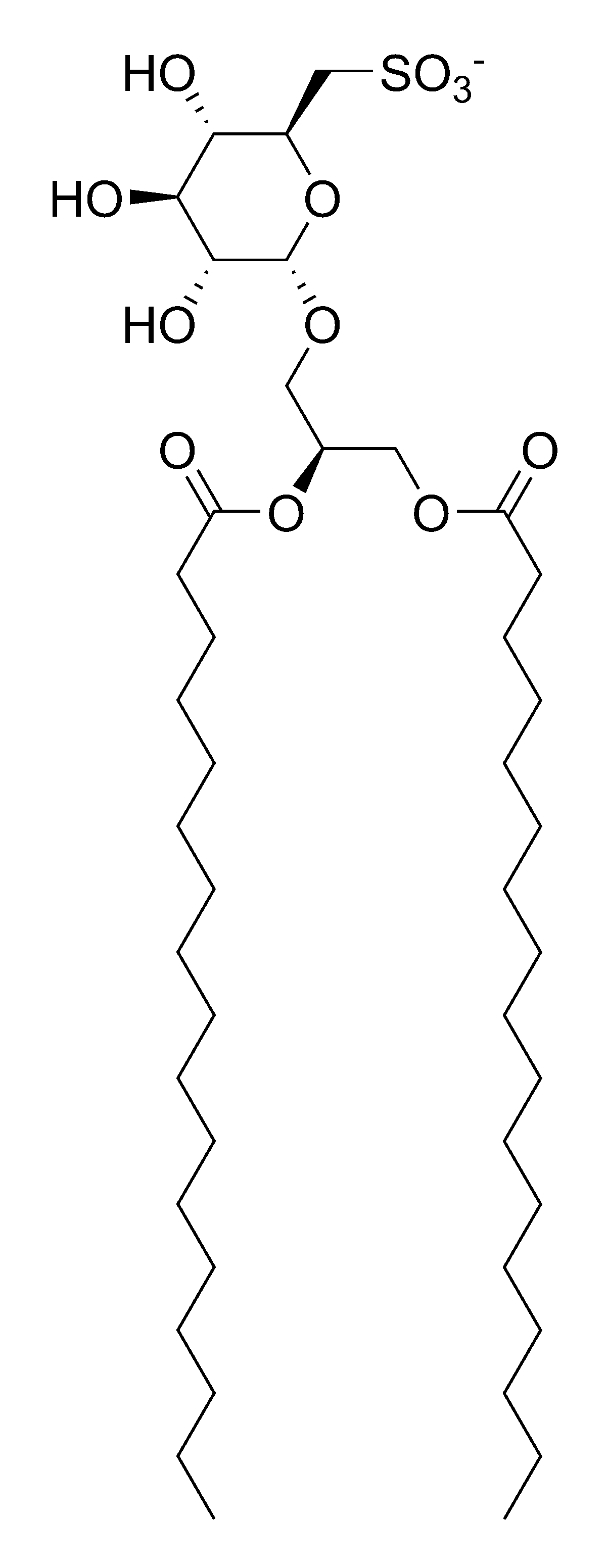
Estructura química del sulfoquinovosil diestearoglicerol, un tipo de sulfoquinovosil diacilglicerol

Los sulfolípidos son una clase de lípidos que se caracterizan por poseer un grupo funcional que contiene azufre. Uno de los constituyentes más frecuentes de los sulfolípidos es la sulfoquinovosa, la cual con frecuencia se encuentra acilada para formar sulfoquinovosil diacilgliceroles. En las plantas, los sulfolípidos son importantes intermediarios en el ciclo del azufre.